# Isabelle Mir
Isabelle Mir, francoska alpska smučarka, * 2. marec 1949, Saint-Lary-Soulan, Francija.
Na Olimpijskih igrah 1968 je osvojila srebrno medaljo v smuku, ki šteje tudi za svetovna prvenstva, kjer je leta 1970 ponovno osvojila naslov podprvakinje v smuku. V svetovnem pokalu je tekmovala sedem sezon med letoma 1967 in 1973 ter dosegla devet zmag in še petnajst uvrstitev na stopničke. V skupnem seštevku svetovnega pokala se je najvišje uvrstila na drugo mesto leta 1968, v letih 1968 in 1970 je osvojila smukaški mali kristalni globus. Desetkrat je osvojila naslov francoske državne prvakinje, štirikrat v kombinaciji, trikrat v smuku, dvakrat v veleslalomu in enkrat v slalomu.